# Montjoie-le-Château
Montjoie-le-Château is een gemeente in het Franse departement Doubs (regio Bourgogne-Franche-Comté) en telt 28 inwoners (2009). De plaats maakt deel uit van het arrondissement Montbéliard.

## Geografie
De oppervlakte van Montjoie-le-Château bedraagt 5,3 km², de bevolkingsdichtheid is dus 5,3 inwoners per km². De gemeente grenst in het noorden aan Zwitserland.

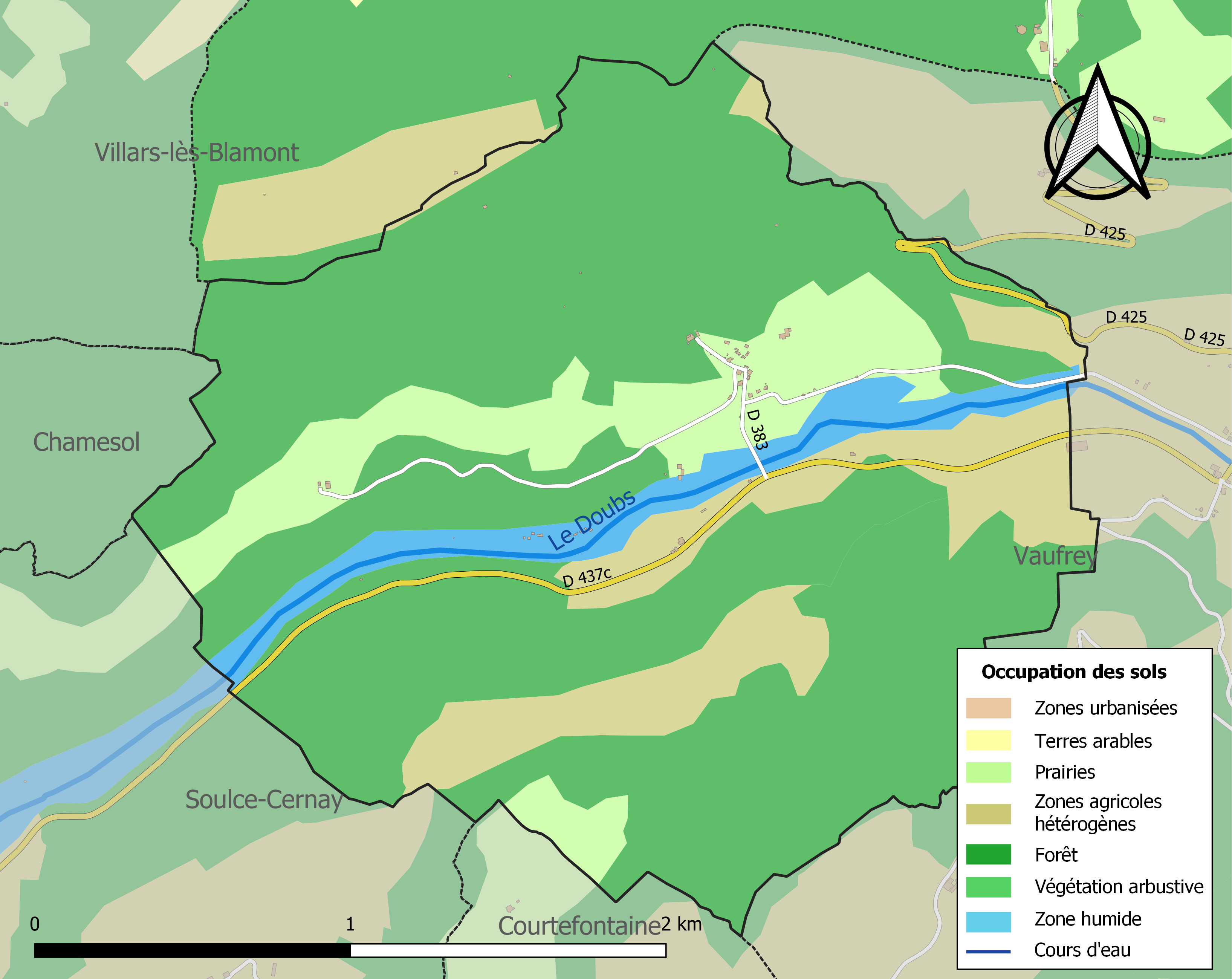
Kaart van de gemeente met de belangrijkste infrastructuur, bodemgebruik en omliggende gemeenten

## Demografie
Onderstaande figuur toont het verloop van het inwonertal (bron: INSEE-tellingen).